# Unterleuten

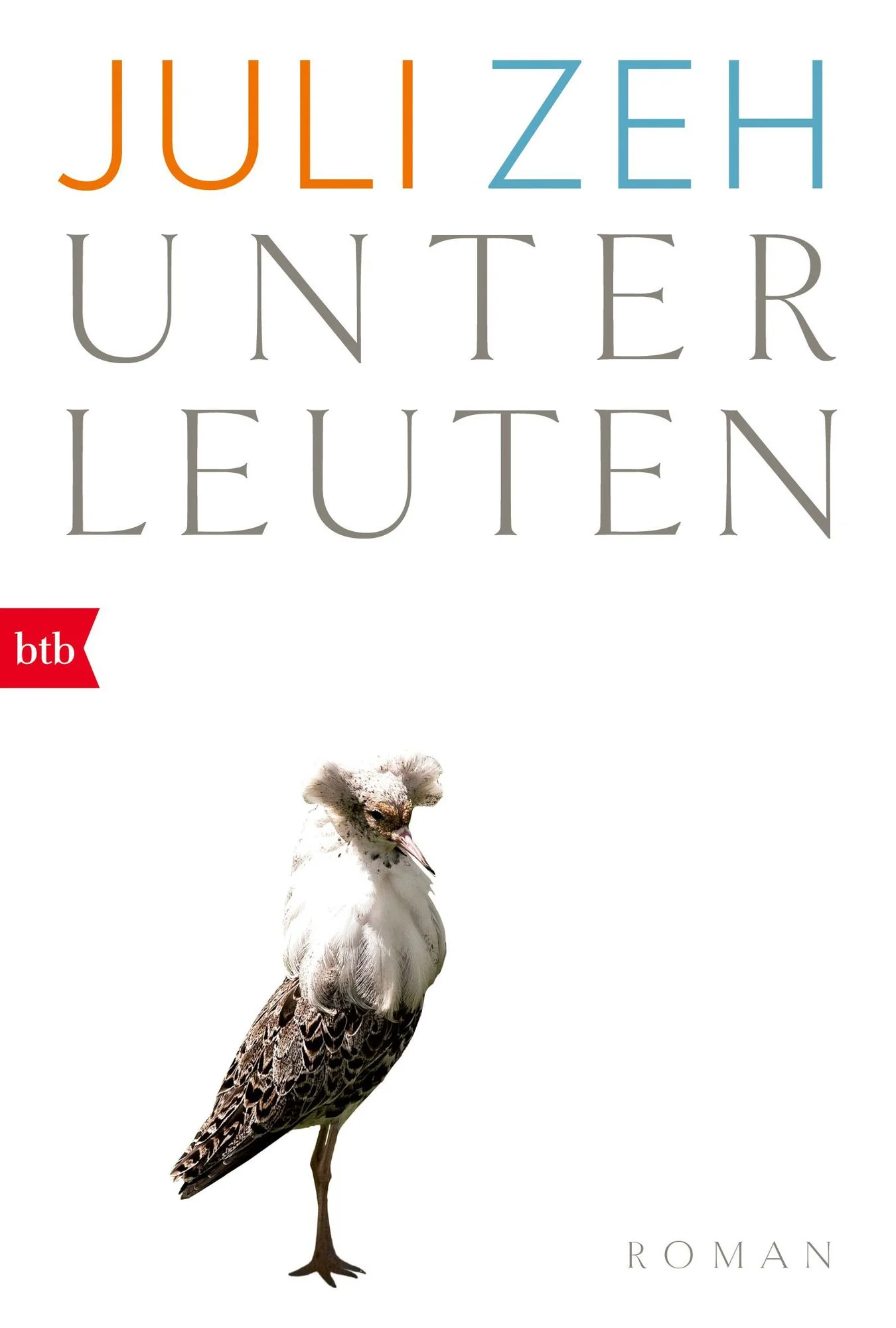
Schutzumschlag von Unterleuten

Unterleuten ist ein Gesellschaftsroman von Juli Zeh aus dem Jahr 2016, der fast ausschließlich im fiktiven Dorf Unterleuten in Brandenburg angesiedelt ist und zum größten Teil im Juli/August 2010 spielt. Als eine Investorenfirma einen Windpark bauen will, gerät das soziale Gefüge des Dorfes mit 200 Einwohnern in einen Strudel: Je nach Eigeninteressen sind Alteingesessene und Zugezogene mal Verbündete, mal Gegner, wechseln die Seite, kämpfen mit allen ihnen zur Verfügung stehenden Mitteln für ihre Interessen. Ein eigennütziger Finanzinvestor aus dem Westen ist ebenfalls Teil der Szenerie. Alte Rechnungen werden präsentiert, Beziehungen verändert. Der Roman führt vor, dass es nicht die Wahrheit gäbe, sondern immer nur Perspektiven.
Der Roman ist in sechs Teile eingeteilt, die wiederum in acht bis dreizehn Kapitel unterteilt sind, welche die Namen der Figur tragen, aus deren Perspektive erzählt wird. Den Lesern wird durch diesen Perspektivwechsel gezeigt, dass alle Figuren Annahmen über ihre Mitmenschen machen, die sich im Nachhinein als falsch erweisen.

## Inhalt

### Vorgeschichte
Rudolf Gombrowski stammt aus einer alteingesessenen Familie mit Grundbesitz in Unterleuten. Sein Gegenspieler seit Jugendtagen ist Kron. Dieser beteiligte sich als Jugendlicher an den Ausschreitungen gegen Gombrowskis Familie, die diese dazu trieben, den Widerstand gegen die Kollektivierung ihres Grundbesitzes aufzugeben. Nach der politischen Wende favorisierte Gombrowski die Überführung der Landwirtschaftlichen Produktionsgenossenschaft in eine GmbH mit ihm als alleinigem Geschäftsführer, der über Prokura und 70 Prozent der Gesellschaftsanteile verfügen würde. Als Kron diesen Plan behinderte, lockte Gombrowski ihn in den Wald, über dem bereits ein schweres Gewitter tobte. Dort sollte sein Handlanger Schaller Kron einschüchtern. Während eines Handgemenges zwischen Kron und Schaller wurde der mit Kron gekommene Erik Kessler von einem schweren Ast erschlagen. Nachdem Schaller in der Schlägerei die Oberhand gewonnen hatte, zerschmetterte er mit einer mitgebrachten Eisenstange Krons Bein, sodass dieser seitdem hinkt. Später erlitt Schaller bei einem Motorradunfall einen Gedächtnisverlust.

### Ausgangslage der Haupthandlung
Das Unternehmen Vento Direct beabsichtigt, in dem brandenburgischen Dorf Unterleuten einen Windpark zu errichten. Dafür kommen zwei Areale in Frage. Das eine, ein Waldstück, gehört Kron. Vom zweiten, der Schiefen Kappe, gehört ein großes Stück Rudolf Gombrowski, dem Erzfeind Krons, ein weiteres dem Spekulanten Konrad Meiler aus Ingolstadt. Das kleine Grundstück dazwischen haben Linda Franzen und ihr Lebensgefährte Frederik zusammen mit einer alten Villa erworben, als sie kurz vor Beginn der Haupthandlung nach Unterleuten gezogen sind.

### Entwicklung der Interessensgruppen
Linda Franzen beabsichtigt, aus einer kürzlich gekauften Villa einen Pferdehof zu machen, um ihren geliebten Hengst Bergamotte nach Unterleuten holen zu können. Dafür braucht sie zum einen eine Baugenehmigung, gegen die die Naturschutzbehörde Einspruch erhoben hat; federführend war hier Gerhard Fließ. Zum anderen braucht sie für die Pferdekoppeln ein angrenzendes Grundstück, das Konrad Meiler gehört. Sie will, so ihr Partner Frederik Wachs, „aus dem Windmühlenstreit als der neue Gombrowski von Unterleuten hervorgehen.“
Rudolf Gombrowski, anfangs die mächtigste Figur, ist an der Errichtung des Windparks auf der Schiefen Kappe sehr interessiert, weil er damit seinen landwirtschaftlichen Betrieb sanieren könnte. Er versucht, das ihm fehlende Stück von Linda Franzen zu kaufen. Diese lässt ihn lange in dem Glauben, sie sei dazu bereit, wenn er ihr die benötigte Baugenehmigung verschaffe. Gerhard Fließ dagegen versichert sie, sie werde nicht an Gombrowski verkaufen, und bewegt ihn dazu, den Einspruch der Vogelschutzbehörde gegen die Baugenehmigung zurückzuziehen. Danach sorgt Gombrowski durch einen Anruf bei Bürgermeister Arne Seidel für die Erteilung der Genehmigung. Als Linda Franzen hat, was sie wollte, überträgt sie das Grundstück auf der Schiefen Kappe an Konrad Meiler und erhält im Gegenzug die benötigte Pferdeweide und 50.000 Euro. Gombrowski gegenüber begründet sie ihren Sinneswandel damit, dass sie wegen ihres Pakts mit ihm bedroht worden sei. Dass dies nicht der Grund für ihr Handeln ist, wissen die Leser bereits.
Konrad Meiler begreift die Windparkpläne als Möglichkeit, sich an seinen jüngsten Sohn und über ihn an seine Frau Mizzie, die bereits aus der gemeinsamen Villa ausgezogen war, wieder anzunähern. Er gibt kund, diesem den Windpark schenken zu wollen. Den Kauf der fehlenden Fläche von Linda Franzen macht er möglich, indem er das für ihre Pferdeweide gewünschte Grundstück übereignet. Doch wegen des Sinneswandels des Bürgermeisters Arne Seidel geht Meilers Plan am Ende nicht auf.
Gerhard Fließ’ Frau Jule ist auf die gemeinsame Tochter Sophie, ein sechs Monate altes Baby, fixiert. Ihr Nachbar Schaller, Gombrowskis „Mann fürs Grobe“, verbrennt auf seinem Hof Autoreifen und verpestet die Luft, ohne dass die Polizei wirksam dagegen einschreitet. Vor diesem Hintergrund positioniert sich die Familie Fließ-Weiland zunächst gegen Gombrowskis Windparkplan. Dann verschwindet Krons Enkeltochter für ein paar Stunden, und Gombrowski wird verdächtigt, sie entführt zu haben. Jule verteidigt ihn gegen die Vorwürfe. Kurz darauf berichtet sie ihrem Mann, sie habe Sophie im Garten in ihrem Kinderbettchen kurz aus den Augen gelassen und sie auf der anderen Seite des Hauses auf ihrer Decke sitzend wiedergefunden. Jule will nunmehr in der Windparkfrage neutral bleiben und wirkt entsprechend auf ihren Mann ein. Dieser sorgt dafür, dass der Naturschutz keinen Einwand mehr gegen Gombrowskis Windpark erhebt und Linda Franzen ihre Baugenehmigung erhält.
Der Bürgermeister Arne Seidel, einst von Gombrowski ins Amt gebracht, ist fast bis zum Ende des Romans dessen Marionette. Erst sehr spät durchschaut er seine Beziehung zu ihm, wendet sich von Gombrowski ab und sorgt dafür, dass Kron den Zuschlag für den Windpark bekommt.

### Figuren (Auswahl)
| Figur                                | Beziehung      | Aufenthalt                                              | Kinder                                        |
| ------------------------------------ | -------------- | ------------------------------------------------------- | --------------------------------------------- |
| Frederik Wachs Linda Franzen         | zusammenlebend | Unterleuten, zugezogen                                  |                                               |
| Rudolf Gombrowski Elena Gombrowski   | verheiratet    | Unterleuten                                             | Püppi (38 Jahre)                              |
| Kron Frau Kron                       | getrennt       | Unterleuten hat ihren Mann vor dreißig Jahren verlassen | Kathrin Kron-Hübschke                         |
| Kathrin Kron-Hübschke Wolfi Hübschke | verheiratet    | Unterleuten                                             | Krönchen (5 Jahre)                            |
| Bodo Schaller Susanna Schaller       | getrennt       | Unterleuten hat ihren Mann nach seinem Unfall verlassen | Miriam (18 Jahre)                             |
| Arne Seidel Barbara Seidel           | verwitwet      | tot                                                     |                                               |
| Konrad Meiler Mizzie Meiler          | verheiratet    | leben nicht in Unterleuten                              | Friedrich, Johannes, Philipp (alle erwachsen) |
| Erik Kessler Hilde Kessler           | verwitwet      | gestorben 1991                                          | Betty Kessler (21 Jahre)                      |
| Gerhard Fließ Jule Fließ-Weiland     | verheiratet    | Unterleuten, zugezogen                                  | Sophie (6 Monate)                             |

#### Lokale Gruppierung

Gombrowskis Scheitern

Alteingesessene
Rudolf Gombrowski. Gombrowski wurde in Unterleuten in einer Gutsbesitzerfamilie geboren. Er ist Chef des landwirtschaftlichen Betriebes Ökologica GmbH, des größten Arbeitgebers im Dorf. Zu Zeiten der DDR war er Vorsitzender der LPG Gute Hoffnung. Zu Anfang des Romans erscheint er sehr wohlhabend und mächtig: Arne Seidel wurde auf sein Betreiben hin Bürgermeister, viele Menschen im Dorf sind von ihm abhängig oder schulden ihm einen Gefallen. Er ist mit Elena Gombrowski, geborene Niehaus, verheiratet und hat eine Tochter, genannt Püppi, die in Freiburg lebt. Hilde Kessler ist seine beste Freundin und lebt im Nachbarhaus.
Zugezogene
Linda Franzen: Lindas Lebenssinn ist der Hengst Bergamotte. Ihr Lebenspartner Frederik Wachs kann nur die zweite Geige im Leben dieser „Rossfrau“ spielen. Die attraktive Equidentrainerin verfolgt mit Ehrgeiz und viel Kalkül ihren Plan, die kurz vor Beginn der Haupthandlung gekaufte alte Villa zusammen mit angrenzenden Weidegrundstücken zu einem Pferdehof umzugestalten, damit sie ihr Pferd nach Unterleuten holen kann. Ihr „geistiges Fitnessprogramm“ entnimmt sie den Büchern von Manfred Gortz.
Gerhard Fließ: Fließ war Dozent für Soziologie in Berlin, hat seine ehemalige Studentin Jule geheiratet und mit ihr eine sechsmonatige Tochter, Sophie. Er arbeitet nun in der Vogelschutzbehörde und verhindert oder beschneidet, wenn möglich, Bauprojekte in der Umgebung.
Auswärtige
Miriam Schaller: Miriam ist die Tochter von Bodo und Susanna Schaller. Sie lebt seit dem Unfall von Bodo Schaller bei ihrer Mutter in Berlin, besucht ihren Vater. Sie ist im Abiturjahr und hat bereits einen Führerschein sowie ein Auto, das ihr Vater für sie hergerichtet hat.

#### Weitere Gruppierungen
Ein Teil der Figuren definiert sich stark über die Vergangenheit. Paradebeispiel hierfür ist Rudolf Gombrowski, der sein Leben auf einen Auftrag seines sterbenden Vaters aufgebaut hat. Sein Denken wird bestimmt durch seine Erfahrungen während des Kalten Kriegs, seinen letztlich erfolglosen Widerstand gegen die Umwandlung landwirtschaftlichen Privatbesitzes in LPGs zu DDR-Zeiten und seine Erfolge bei der Transformation der LPG in eine GmbH nach der politischen Wende. Es besteht eine starke Bindung an das Land, an den Ort Unterleuten. Auch wichtige soziale Beziehungen sind dadurch geprägt: Die Feindschaft zu Kron geht auf dessen Verhalten in der Kollektivierungsphase der Landwirtschaft zurück:

„Bis heute erinnert sich Gombrowski an das Geräusch der berstenden Fenster und an Krons irren Blick. Er konnte die gebrüllten Parolen hören, Junkerland in Bauernhand, während Kron auf die Scheiben seines Elternhauses eindrosch, bis kein Splitter mehr im Rahmen steckte.“

Eine andere Figurengruppe ist im 21. Jahrhundert verwurzelt. Zu dieser gehört Frederik Wachs, der in der Firma seines Bruders an der Entwicklung von Computerspielen arbeitet. Er verbringt sehr viel Zeit an seinem Arbeitsplatz in Berlin und lebt stark in einer virtuellen Welt.

„Schon in Unterleuten fiel es ihm schwer, sich auf das Personal von Unterleuten zu konzentrieren. Wenn er sich in Berlin aufhielt, verwandelte sich das Dorf in einen Dostojewski-Roman, bei dem jede Figur von der Frage begleitet wurde: Wer war das denn noch mal?“

Die Ereignisse in Unterleuten sind für ihn nichts als Stofflieferanten: Als sie ihn auf die Idee bringen, ein Naturschutzgebiet als Erweiterung für ein Computerspiel zu konzipieren, ist er Feuer und Flamme für diesen Einfall.
Auf andere Weise lässt sich Linda Franzen in diese Gruppe einordnen.
Zum einen lässt sich im Vergleich zur ersten Gruppe ein deutlich veränderter Stellenwert von Grundbesitz feststellen. Zwar verfolgt Linda über weite Strecken ihr Projekt, in Unterleuten einen Pferdehof zu errichten, doch speist sich dieses Vorhaben nicht aus der Bindung an Unterleuten, sondern aus ihrer Vernarrtheit in ihr Pferd. Am Ende des Romans erfährt der Leser, sie sei laut Frederik Wachs nach Oldenburg zu ihrem Hengst zurückgekehrt. Grundbesitz verändert Lindas Lebensgefühl und wird für sie zu einem Mittel der Selbstverwirklichung: Sie kommt zu dem Glauben, dass das menschliche Schicksal am Grundbesitz hänge, dass ein Haus „das beängstigende Möglichkeitenlabyrinth der Zukunft in überschaubares Terrain“ verwandle, und sie empfindet Stolz darauf, „in ihrer heruntergekommenen Villa ein Bollwerk gegen den Zeitgeist zu errichten“
Linda unterscheidet sich von Gombrowski auch durch den Umgang mit Macht. Beide sind sie nach Lindas Anschauung „Kämpfer“. Beide benutzen Menschen für ihre Zwecke; in Lindas Kopf gibt es einen Schalter zum Ausknipsen von Menschen, der sich automatisch umlegt, wenn ihr etwas nicht ins Konzept passt. Emotionen mag sie nicht, „jedenfalls nicht die von anderen Leuten“.
Linda sieht sich als „Mover“ mit der Aufgabe, „sich und andere zu bewegen“, und das Machtgefüge im Dorf als Maschine, deren Bedienung von ihr erlernt werden kann.
Am Ende des Romans thematisiert Arne Seidel einen Paradigmenwechsel:

„Unterleuten wurde lange genug von alten Männern regiert. Die Zeit der alten Männer ist vorbei.“

Kathrin Kron-Hübschke wird Bürgermeisterin.

### Zentrale Themen

#### Wahrheit
Den Lesern wird durch häufigen Perspektivwechsel gezeigt, dass alle Figuren Annahmen über ihr Gegenüber machen, die sich im Nachhinein häufig als „Irrtümer und Selbsttäuschungen“ erweisen.

„Ständig glaubten alle, alles zu wissen, während in Wahrheit niemand im Bilde war.“

Eine objektive Wahrheit gibt es ebenso wenig wie eine Instanz, die sie verbürgen könnte.

„Die Wahrheit war nicht, was sich wirklich ereignet hatte, sondern was die Leute einander erzählten.“

So „wird das Bild immer wieder relativiert und ergänzt.“ Der Roman führt vor, dass es nur Perspektiven, keine Wahrheit gibt.

„Es gibt eben keine Wahrheit […], sondern immer nur Perspektiven.“

Im Epilog findet sich hierfür das Bild des Kaleidoskops, das nach jeder Drehung ein neues Bild zeigt. Wahrheit ist nichts Absolutes.

„Die Wahrheit war nicht, was sich wirklich ereignet hatte, sondern was die Leute einander erzählten.“

Wahrheit wird auf Wahrscheinlichkeit reduziert.

„Sorgfältig hatte Gerhard alle Aussagen in ihre Bestandteile zerlegt und die Informationen neu zusammengesetzt. Was herauskam, stellte die Wahrheit dar. Dann jedenfalls, wenn man aufgeklärt genug war, um Wahrheit als den Fall mit der höchsten Wahrscheinlichkeit zu betrachten.“

#### Eigennutz und Empathiemangel
Der Roman wirft die Frage auf, ob in der Gegenwart noch eine Moral jenseits des Eigeninteresses existiere.

„Endlich war auch in Kron das 20. Jahrhundert zu Ende gegangen, diese Epoche des kollektiven Wahnsinns. Mit einem kleinen Schritt war er in der Gegenwart angekommen, im 21. Jahrhundert, dem Zeitalter bedingungsloser Egozentrik. Wenn der Glaube an das Gute versagte, musste er durch den Glauben an das Eigene ersetzt werden.“

Das Scheitern von Figuren gründet auf einem Mangel an Empathie. Jeder Mensch, so Lucy Finkbeiner über ihre Erkenntnisse aus Unterleuten, bewohne sein eigenes Universum, und dort habe er von morgens bis abends recht.

#### Familie
Die Familie spielt eine große Rolle für die Motivation der Figuren. Meist sind es die Nachkommen, die als Begründung für das eigene Handeln genannt werden: Für Kron rechtfertigt die Existenz seiner Enkelin Krönchen alles, was er für sie tut, und Jule Fließ-Weiland führt das Wohl ihrer kleinen Tochter als Grund für ihren Ausstieg aus dem Protest gegen die Windkraftanlagen an; Konrad Meiler beabsichtigt, den Windpark für seinen Sohn zu errichten. Linda Franzen hat keine Kinder, orientiert aber all ihr Handeln an ihrem Plan, ihren Hengst nach Unterleuten zu holen. Dieser übernimmt die Rolle eines Kinderersatzes.
Gombrowski dagegen fühlt sich seinem Vater verpflichtet, dem er kurz vor dessen Tod versprochen hat, die Ländereien in den Besitz der Familie zurückzubringen. Am Ende seines eigenen Lebens sieht Gombrowski das Land als seinen „wahren Diktator“, den Motor seines Handelns an.

#### Identität
Einige Figuren versuchen, sich neu zu definieren, zu „erfinden“ – Gerhard Fließ zieht aufs Land und benutzt seinen Beruf als Umweltschützer als Waffe gegen Bauprojekte, Schaller hat nach einem Unfall sein Gedächtnis verloren, findet sich aber doch in alten Strukturen wieder, und Manfred Gortz propagiert die identitätsbildende Kraft des eigenen Willens. Doch niemand kann seiner Herkunft, seinem bisherigen Leben ganz entfliehen.
Auch die Idealisierung des Landlebens wird thematisiert, ebenso die Tatsache, dass der Umzug aufs Land oft nur die Scheinlösung eines verdrängten Konflikts darstellt. Die Zugezogenen wollen sich nicht in die Realität des Dorfes einleben, sondern diesem ihre eigenen Wunschträume aufpfropfen. Diese Haltung kulminiert in Gerhard Fließ: „Der Umzug aufs Land stellte kein Problem, sondern die Lösung dar.[…] Auch der Name des Ortes, an dem sich die Vogelschutzstation befand, war Programm: Seelenheil.“

## Form
Dem Text sind die Widmung Für Ada und das Motto ‚Alles ist Wille.‘ Manfred Gortz vorangestellt. Der Roman ist in sechs Teile eingeteilt, welche die Überschriften Geliebte Babys, Das Tier von nebenan, Falsche Freunde, Nachts sind das Tiere, Kommunizierende Röhren und Fallwild tragen. Diese Teile sind jeweils in acht bis dreizehn Kapitel unterteilt, die die Namen der Figur tragen, aus deren Perspektive erzählt wird.

### Zeitstruktur
Die erzählte Zeit lässt sich im Wesentlichen auf den Sommer 2010 eingrenzen, das Unglück bei der Loveparade wird erwähnt. Doch erst durch auflösende Rückblenden, die in die Zeit nach der deutschen Wiedervereinigung führen, erfahren die Leser, was am Abend des 3. November 1991 zum Tod von Erik Kessler und zur Beinverletzung Krons führte.
Im Epilog gibt die Journalistin Lucy Finkbeiner, die erst nach den entscheidenden Ereignissen nach Unterleuten kommt, aus dem zeitlichen Abstand von einigen Monaten eine kurze Zusammenfassung des weiteren Lebens wichtiger Figuren und des Dorfes insgesamt.

### Raumstruktur
Die Figuren im fiktiven Dorf Unterleuten leben in enger Nachbarschaft.
Die räumlichen Verhältnisse sind für die Beziehungen bestimmter Figuren wesentlich.

## Verwirrspiel zwischen Fiktion und Realität
Juli Zeh hat ihr Projekt „zum multimedialen Gesamtkunstwerk“ erweitert: Es gibt nicht nur eine Homepage von Unterleuten, sondern auch eine vom dortigen Vogelschutzbund, der Windenergiefirma Vento Direct und vom Gasthaus Märkischer Landmann mit Speisekarte. Die Grenzen von Fiktion und Realität verwischen sich noch mehr: Der Ratgeber Dein Erfolg von Lindas Idol Manfred Gortz, im Roman häufig zitiert, existiert tatsächlich. Er ist beim Goldmann Verlag erschienen, der zur selben Verlagsgruppe gehört wie der Verlag, in dem Unterleuten herauskam. Die Beispiele in diesem Ratgeber stammen alle aus Unterleuten, geschrieben hat ihn Juli Zeh unter dem Pseudonym Manfred Gortz. Dieser stellt sich als „heimliches Zentrum der Romanhandlung“ heraus. Diese Figur sei, so Juli Zeh, „sofort als Satire erkennbar“, und sie habe mit Verwunderung festgestellt, dass nur wenige Leser das Verwirrspiel durchschaut haben.

## Stellung in der Literaturgeschichte
In zeitlicher Nähe zu Unterleuten wurden mehrere andere Romane veröffentlicht, die von der Kritik dem Genre Dorfroman zugeordnet wurden. Dazu gehören etwa Der Fuchs von Nis-Momme Stockmann, Auf Amerika von Bernd Schroeder oder Altes Land von Dörte Hansen. Auch der Roman Vor dem Fest von Saša Stanišić spiegelt im Topos eines uckermärkischen Dorfes gesellschaftliche Zusammenhänge der Gegenwart. Juli Zehs Unterleuten lässt sich in diese Linie einordnen. Jörg Magenau stellte fest: „Es könnte sein, dass Gesellschaftsromane überhaupt nur noch als Dorfromane möglich sind.“
Der in der Widmung verwendete Name Ada deckt sich mit dem der weiblichen Hauptfigur in Juli Zehs Roman Spieltrieb.
Teil IV des Romans, in dem Krönchen verschwindet, heißt Nachts sind das Tiere. Dies ist auch der Titel eines Essays der Autorin. Darin beschreibt Juli Zeh eine Wanderung auf Lanzarote durch eine „bizarre Landschaft aus schwarzen Steinskulpturen“ zum Kraterrand des Timanfaya: „Bei Nacht, es würde mich nicht wundern, sind das Tiere. Mit Pranken und Zähnen, die sie in die Knöchel leichtsinniger Wanderer schlagen.“ Der Text thematisiert, dass die Naturgewalten jederzeit entfesselt werden können und wir Menschen trotzdem weitermachen, „Tag für Tag, mit dem, was wir für unser Leben halten.“
Bei dem „spannenden Roman“, den Kathrin Kron-Hübschke am Feierabend liest, kann es sich um Juli Zehs Schilf handeln. Im Gegenzug stellt Juli Zehs neuerer Roman Leere Herzen wiederum einen Bezug zu Unterleuten her: Bei der dortigen Nebenfigur G. Flossen handelt es sich um Gerhard Fließ, der zur Zeit der Romanhandlung im Jahr 2025 nach der Verbüßung seiner Haftstrafe in Folge der in Unterleuten geschilderten Ereignisse eine Radikalisierung zum Ökoterroristen durchgemacht hat.

## Rezeption

### Zeitgenössische Kritik
Der Roman wurde von der deutschsprachigen Kritik in den Printmedien, Rundfunk und Fernsehen umfassend rezensiert und überwiegend positiv aufgenommen. Es sei gelungen, „in einem rasanten (und trotz seines Umfanges nicht zu langen) Text Gegenwartsphänomene und moralische Fragen darzustellen“, so Christoph Schröder im Tagesspiegel. „Mitreißend geschrieben, lebendig und spannend“, urteilte Natascha Geier in der Sendung ttt – titel, thesen, temperamente und sprach von einem großen Roman.
Jörg Magenau sah in den Perspektivwechseln „den eigentlichen Reiz des Romans“. Der Text setze „ganz auf Handlung und psychologische Figurenzeichnung“, sei „sprachlich aber eher einfach und konventionell gestrickt“, was einem Dorfroman allerdings nicht unangemessen sei. Katharina Granzin, Rezensentin der taz, stellte fest, ihre „Grunderwartung an die Literatur als großes Sinnstiftungs- oder zumindest Problemumkreisungsmedium“ sei von Unterleuten enttäuscht worden. Ronald Meyer-Arlt meinte in der Hannoverschen Allgemeinen Zeitung, der Roman sei „ganz unterhaltsam […], ganz elegant, […] aber es funkelt so selten“, und vermutet, die „intertextuelle Aufbrezelung“ diene dazu, „Schwächen des Romans zu kaschieren.“
Die Landesenergie- und Klimaschutzagentur Mecklenburg-Vorpommern veröffentlichte 2020 einen Faktencheck zur Darstellung des Windenergieprojekts. Sie kommt zum Schluss, dass bereits die Buchvorlage einige Mängel zum Thema Windenergie enthalte, in der Verfilmung noch weiteres hinzugedacht und einige Aspekte „falsch und unrealistisch dargestellt“ seien.

### Kommerzieller Erfolg
Der im März 2016 veröffentlichte Roman wurde das erfolgreichste belletristische Buch einer deutschsprachigen Autorin im Erscheinungsjahr. Die Hardcover-Ausgabe konnte sich direkt nach Erscheinen auf der Spiegel-Bestsellerliste platzieren, erreichte in der wöchentlichen Auflistung achtmal den 2. Platz und wurde 78 Wochen unter den 50 meistverkauften Büchern geführt. Dabei ist der Roman das teuerste (24,99 Euro) und umfangreichste (640 Seiten) Buch unter den 25 Toptiteln des Jahres 2016.

## Verfilmung
Der Roman wurde 2018 für das ZDF unter dem Titel Unterleuten – Das zerrissene Dorf von Matti Geschonneck verfilmt, Magnus Vattrodt schrieb die Drehbücher. Die Dreharbeiten fanden von Juli bis Oktober 2018 in Brandenburg statt, unter anderem in Brieselang-Bredow und Willmersdorf bei Werneuchen. Die Rolle des Gombrowski übernahm Thomas Thieme, Linda Franzen wurde von Miriam Stein gespielt.

## Hörspieladaption
In einer Kooperation von NDR und rbb entstand eine sechsteilige Hörspieladaption, die am 3. Oktober 2018 zum ersten Mal gesendet wurde. Regie führte Judith Lorentz, die Darsteller waren Hilmar Eichhorn (Rudolf Gombrowski), Jaecki Schwarz (Kron), Udo Wachtveitl (Konrad Meiler), Tanja Wedhorn (Linda Franzen), Moritz Grove (Frederik Wachs), Bettina Kurth (Jule Weiland), Wolfram Koch (Gerhard Fließ), Axel Prahl (Bodo Schaller), Lisa Hrdina (Miriam Schaller), Ulrike Krumbiegel (Elena Gombrowski), Swetlana Schönfeld (Hilde Kessler), Jördis Triebel (Betty Kessler), Winnie Böwe (Kathrin Kron-Hübschke) und Andere. Diese Interpretation des Werks hat den Deutschen Hörbuchpreis 2019 für ‚Das beste Hörbuch‘ gewonnen.

## Theateradaptationen
Mit Premiere am 18. November 2017 wurde am Nationaltheater Weimar die Bühnenfassung von Jenke Nordalm (Regie) und Beate Seidel (Dramaturgie) uraufgeführt. In der Inszenierung geht es „um das Dorf in seiner Vielstimmigkeit“, das „am Anfang als eine sich akzeptierende, sogar sich gegenseitig tolerierende Gemeinschaft“ zu erleben ist, „die jedoch im Verlauf der Handlung ihren halbwegs funktionierenden Gesellschaftsvertrag aufkündigt.“ Im Zentrum der „Theatererzählung steht allerdings Krönchen, die Enkelin von Kron, die am Ende zumindest materiell als Gewinnerin aus der Geschichte hervorgeht. Sie ist die Erzählerin und ‚Strippenzieherin‘ des Abends, denn sie vertritt jene Generation, die Unterleuten hinter sich lassen kann. Es gibt also eine Hoffnung auf Neuanfang – fernab von Unterleuten.“ Die Aufführungsrechte der Bühnenfassung von Jenke Nordalm und Beate Seidel liegen beim Rowohlt Theaterverlag.
Weitere Bühnenfassungen wurden bzw. werden an Theatern in Potsdam, Bonn, Aachen, Berlin und Radebeul aufgeführt.

### Ausgaben
- Gebundene Originalausgabe. Luchterhand Literaturverlag, München 2016, ISBN 978-3-630-87487-6.
- E-Book (EPUB), Luchterhand Literaturverlag, München 2016, ISBN 978-3-641-16729-5.
- Hörbuch MP3-CD (gekürzt). Der Hörverlag, München 2016, ISBN 978-3-8445-2133-7.
- Hörbuch Download (gekürzt). Der Hörverlag, München 2016, ISBN 978-3-8445-2226-6.

### Interviews
- Juli Zeh im Interview mit Christina Böck: Werte sind nicht mehr in unserer DNA. In: Wiener Zeitung, 10. März 2016. (Memento vom 11. März 2016 im Internet Archive)

### Sekundärliteratur
- Tobias Lehmkuhl: Wer in Juli Zehs „Unterleuten“ wen bewegt. Passagen aus ihrem Roman weisen Ähnlichkeiten zum Buch einer Person auf, die es gar nicht gibt. Hat Juli Zeh also abgeschrieben? Aber von wem? Eine irrwitzige Recherche. Süddeutsche Zeitung, Nr. 87, 15. April 2016, S. 14.
- Heinz-Peter Preußer: Stichwort: Zeh, Juli. Unterleuten. In: Heinz Ludwig Arnold (Hrsg.): Kindlers Literatur-Lexikon. 3., völlig neu bearbeitete Auflage, aktualisiert mit Artikeln aus der Kindler-Redaktion. Metzler, Stuttgart/Weimar 2009, ISBN 978-3-476-04000-8, doi:10.1007/978-3-476-05728-0_21403-1 (Online-Ausgabe, via Munzinger-Archiv).
- Volker Weidermann: Deutschland ist ein Dorf. Juli Zeh hat mit „Unterleuten“ den Roman der Stunde geschrieben: über die große Gereiztheit, über Politikverachtung und Resignation. Ein Besuch bei der Schriftstellerin in Brandenburg. In: Der Spiegel, 29/2016 vom 16. Juli 2016, online nur für Abonnenten

### Rezensionen (Auswahl)
- Jörg Magenau: „Unterleuten“ von Juli Zeh. Die Landidylle, in der Gewalt alltäglich ist. Juli Zeh erkundet in ihrem neuen Krimi den abgründigen Mikrokosmos eines Dorfes. Sie zeigt damit, was einen modernen Gesellschaftsroman ausmacht. Süddeutsche Zeitung, 21. März 2016.
- Ursula März: 'Unterleuten': Jedes Dorf ist eine Welt. Juli Zehs neuer Roman „Unterleuten“ spielt auf dem Land. Temporeich und im Breitwandformat erzählt er von den Machtspielen und Feindschaften der Provinz. In: Die Zeit, 5. April 2016.

## Zitierte Ausgabe
- Juli Zeh: Unterleuten. Gebundene Originalausgabe, München Luchterhand Literaturverlag, 2016, ISBN 978-3-630-87487-6.

1. ↑  S. 418.
2. ↑  S. 288.
3. ↑  S. 547.
4. ↑  S. 471.
5. ↑  S. 596–597.
6. ↑  S. 33.
7. ↑  S. 187.
8. ↑  S. 97.
9. ↑  S. 415.
10. ↑  S. 631.
11. ↑  S. 460.
12. ↑  S. 468.
13. ↑  S. 587.
14. ↑  S. 262.
15. ↑  S. 264.
16. ↑  S. 461.
17. ↑  S. 598.
18. ↑  S. 606.
19. ↑  S. 408.
20. ↑  S. 533.
21. ↑  S. 408.
22. ↑  S. 558.
23. ↑  S. 614.
24. ↑  S. 630.
25. ↑  S. 611.
26. ↑  S. 498.
27. ↑  S. 227.
28. ↑  S. 187.
29. ↑  S. 545.
30. ↑  S. 22.
31. ↑  S. 626–635.
32. ↑  S. 353.
33. ↑  S. 359–360.